# Natació als Jocs Olímpics d'estiu de 1912 - 1.500 metres lliures masculins
Els 1.500 metres lliures masculins va ser una de les nou proves de natació que es disputaren als Jocs Olímpics d'Estocolm de 1912. Era la segona vegada que es disputava aquesta prova en uns Jocs, després que fos introduïda el 1908. El 1904 i 1906 la prova disputada fou la de la milla. La competició es disputà entre el 6 i el 10 de juliol de 1912. Hi van prendre part 19 nedadors procedents d'11 països.

## Medallistes
| Or                   | Plata               | Bronze                |
| George Hodgson (CAN) | John Hatfield (GBR) | Harold Hardwick (ANZ) |

## Rècords
Aquests eren els rècords del món i olímpic que hi havia abans de la celebració dels Jocs Olímpics de 1912.
| Rècord del Món | 22:48.4 | Henry Taylor | Londres (GBR) | 25 de juliol de 1908 |
| Rècord Olímpic | 22:48.4 | Henry Taylor | Londres (GBR) | 25 de juliol de 1908 |

George Hodgson va establir un nou rècord del món en la seva sèrie amb un temps de 22:23.0. En la final millorà el seu propi rècord, i el deixà en 22:00.0.

## Resultats

### Quarts de final
Els dos primers de cada sèrie i el millor tercer passen a semifinals.
Sèrie 1
| Posició | Nedador                 | Temps   | Qual. |
| ------- | ----------------------- | ------- | ----- |
| 1       | Vilhelm Andersson (SWE) | 23:12.2 | QS    |
| 2       | Malcolm Champion (ANZ)  | 23:34.0 | QS    |
| 3       | Henry Taylor (GBR)      | 24:06.4 | qs    |
| —       | Herbert Wetter (NOR)    | DNF     |       |

Sèrie 2
| Posició | Nedador               | Temps   | Qual. |
| ------- | --------------------- | ------- | ----- |
| 1       | Béla Las-Torres (HUN) | 22:58.0 | QS    |
| 2       | Jack Hatfield (GBR)   | 23:16.6 | QS    |
| —       | Auguste Caby (FRA)    | DNF     |       |

Sèrie 3
| Posició | Nedador                 | Temps   | Qual. |
| ------- | ----------------------- | ------- | ----- |
| 1       | George Hodgson (CAN)    | 22:23.0 | QS WR |
| 2       | William Longworth (ANZ) | 23:03.6 | QS    |
| 3       | Harry Hedegaard (DEN)   | 28:32.4 |       |

Sèrie 4
| Posició | Nedador                | Temps   | Qual. |
| ------- | ---------------------- | ------- | ----- |
| 1       | Thomas Battersby (GBR) | 23:58.0 | QS    |
| 2       | Franz Schuh (AUT)      | 25:19.8 | QS    |
| 3       | Eskil Wedholm (SWE)    | 27:38.0 |       |
| —       | Mario Massa (ITA)      | DNF     |       |

Sèrie 5
| Posició | Nedador                | Temps   | Qual. |
| ------- | ---------------------- | ------- | ----- |
| 1       | Harold Hardwick (ANZ)  | 23:23.2 | QS    |
| 2       | William Foster (GBR)   | 23:52.2 | QS    |
| 3       | John Johnsen (NOR)     | 25:45.6 |       |
| 4       | Gustav Collin (SWE)    | 27:05.2 |       |
| —       | Pavel Avksentyev (RUS) | DNF     |       |

### Semifinals
Els dos primers de cada sèrie i el millor tercer passen a la final.
Semifinal 1
| Posició | Nedador                 | Temps   | Qual. |
| ------- | ----------------------- | ------- | ----- |
| 1       | George Hodgson (CAN)    | 22:26.0 | QF    |
| 2       | Jack Hatfield (GBR)     | 22:33.4 | QF    |
| 3       | Harold Hardwick (ANZ)   | 23:14.0 | qf    |
| 4       | Vilhelm Andersson (SWE) | 23:14.4 |       |
| —       | Henry Taylor (GBR)      | DNF     |       |
| —       | Franz Schuh (AUT)       | DNS     |       |

Semifinal 2
| Posició | Nedador                 | Temps   | Qual. |
| ------- | ----------------------- | ------- | ----- |
| 1       | Béla Las-Torres (HUN)   | 23:09.8 | QF    |
| 2       | Malcolm Champion (ANZ)  | 23:24.2 | QF    |
| 3       | William Foster (GBR)    | 23:32.2 |       |
| 4       | Thomas Battersby (GBR)  |         |       |
| —       | William Longworth (ANZ) | DNS     |       |

### Final

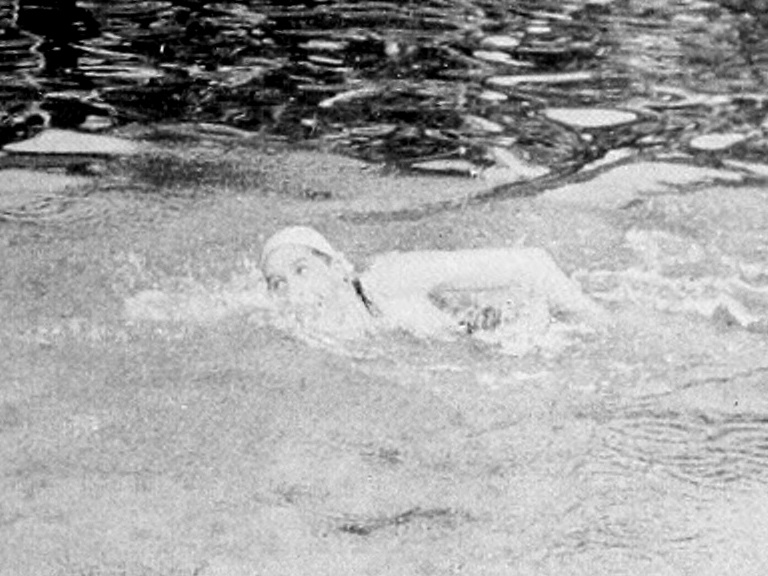
George Hodgson camí de la victòria.

| Posició | Nedador                | Temps      |
| ------- | ---------------------- | ---------- |
| 1       | George Hodgson (CAN)   | 22:00.0 WR |
| 2       | Jack Hatfield (GBR)    | 22:39.0    |
| 3       | Harold Hardwick (ANZ)  | 23:15.4    |
| -       | Malcolm Champion (ANZ) | DNF        |
| -       | Béla Las-Torres (HUN)  | DNF        |